# Epitausa recessa
Epitausa recessa là một loài bướm đêm trong họ Erebidae.